# Salix zhegushanica
Salix zhegushanica är en videväxtart som beskrevs av N. Chao. Salix zhegushanica ingår i släktet viden, och familjen videväxter. Inga underarter finns listade i Catalogue of Life.